# Melchior von Wurmbrand
Melchior von Wurmbrand († nach 1637) war ein Rüstungsunternehmer, Offizier in schwedischen Diensten und als solcher Akteur im Dreißigjährigen Krieg.

## Leben
Freiherr Melchior von Wurmbrand entstammte der österreichischen Linie der Grafen von Wurmbrand-Stuppach und war ein Sohn des Hieronymus Wurmbrand und dessen Gemahlin Freiin Barbara von Künsberg.
Wurmbrand war Ritter des Malteserordens und stand bis 1620 in den Diensten der oberösterreichischen Stände. Für die Jahre 1621 bis 1622 wechselte er als Obrist in den Diensten des Feldherrn Ernst von Mansfeld.
Nachdem James Seaton, der bei der Erstürmung Rigas ein Bein verloren hatte, verstarb, übernahm Wurmbrand 1624/1625 dessen Hof- bzw. Garnisonregiment. Seine Erfindung, die so genannte Lederkanone, verkaufte Wurmbrand an den schwedischen König Gustav II. Adolf von Schweden und erhielt 1627 als Dank das Gut Juleta in Södermanland zusammen mit einer Reihe von Meierhöfen im Werthe von 11.200 Thalern um in den dort befindlichen Eisenwerken, Kanonen für die schwedische Armee herzustellen. Hiernach führte er den Titel Freiherr zu Juleta. Nachdem die Produktion in Gang gebracht war, verpachtete Wurmbrand das Werk an Jakob De la Gardie. Ihren ersten Einsatz hatten die Kanonen 1627 vor Wormditt. Sein mit in Riga geworbenen Männern aufgestocktes Regiment übernahm 1629 zunächst als Kommandeur, später als Inhaber Thomas Kerr.
1633 schrieb Wurmbrand im Rang eines Obristleutnant an Axel Oxenstierna af Södermöre. Überhaupt hat er bei den Schweden, die ihn sonst im Rang eines Obrist ansprachen, in besonderer Gunst gestanden, was sich vor allem in weiteren Donationen durch den König ausdrückte, die in rascher Folge stattfanden. Zunächst erhielt Wurmbrand am 7. November 1630 die Komturei Nemerow bei Neubrandenburg als Ersatz für den Verlust der Besitzung, die er als Johanniterritter zur Nutznießung gehabt hatte, dann wurde er Gouverneur von Donauwörth und Lauingen und erhielt 1632 noch die Herrschaft Ottobeuren. Zudem verfügte er noch über Besitzungen in Blumenberg. Dieser Besitz in Schwaben soll nach der Schlacht bei Nördlingen zu Beginn des September 1634 geendet sein, denn Wurmbrand geriet nach der Schlacht in der Nähe von Neresheim in kroatische Kriegsgefangenschaft und soll nach Heilmann dort zu Tode gebracht worden sein. Andererseits führte Wurmbrand noch 1636 und wohl auch 1637 einen Rechtsstreit um die Ansprüche an der Komturei Nemerow mit Graf Heinrich Volrath von Stolberg, welcher von 1621 bis 1641 ebd. Komtur war.